# Balony
Balony (szlovákul Baloň) község Szlovákiában, a Nagyszombati kerület Dunaszerdahelyi járásában.

## Fekvése

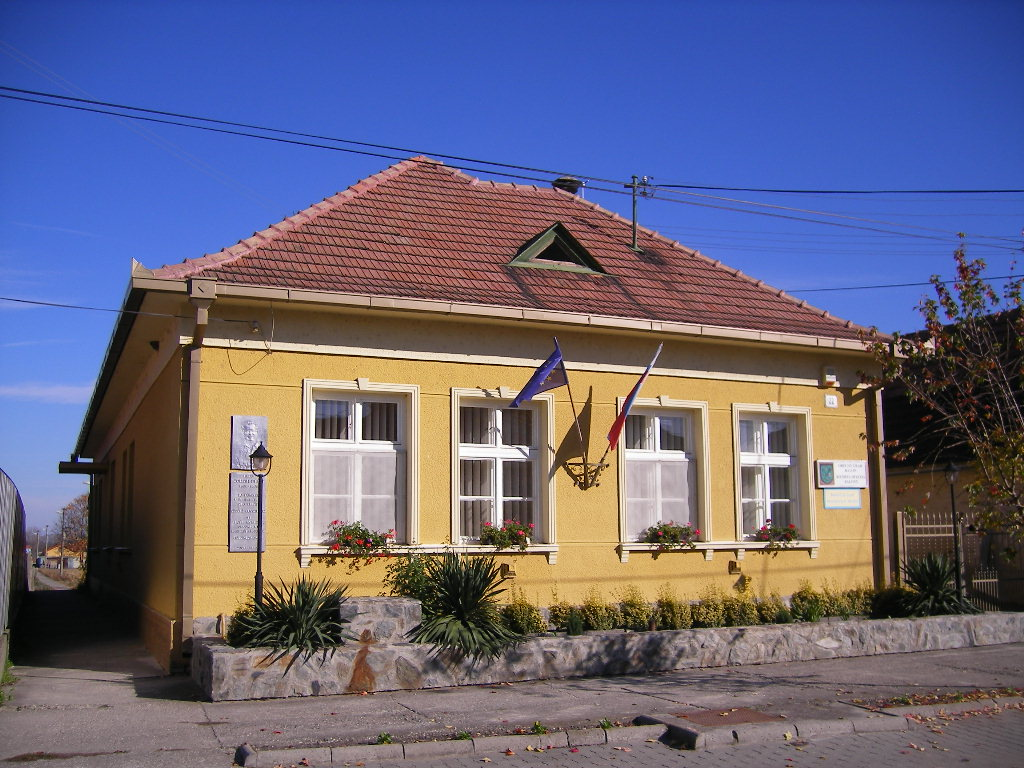
Községi hivatal

Balony a Csilizközben fekszik, Dunaszerdahelytől 24 km-re dél-délkeletre, Nagymegyertől 9 km-re délnyugatra. A falu teljesen egybeépült a szomszédos Csilizradvánnyal.
Nyugatról Csiliznyáraddal, északnyugatról Bőssel, északról Csilizpatassal, keletről Csilizradvánnyal, délről pedig Medvével határos. Nyugati határát a Csiliznyárad-Füzespuszta-kanális alkotja.
Balonyt mellékutak kötik össze Szappal (4,5 km), Csilizradvánnyal (1,5 km), valamint Medvével (3,5 km).
A község területén ma nincsenek külterületi lakott részek, korábban a következő puszták és majorok léteztek itt: Jákérom (Szegfűpuszta), Úrtava vagy Úrtavi-lak, Földégés, Melegsár, Sebő- és Zsemley-major.

## Élővilága

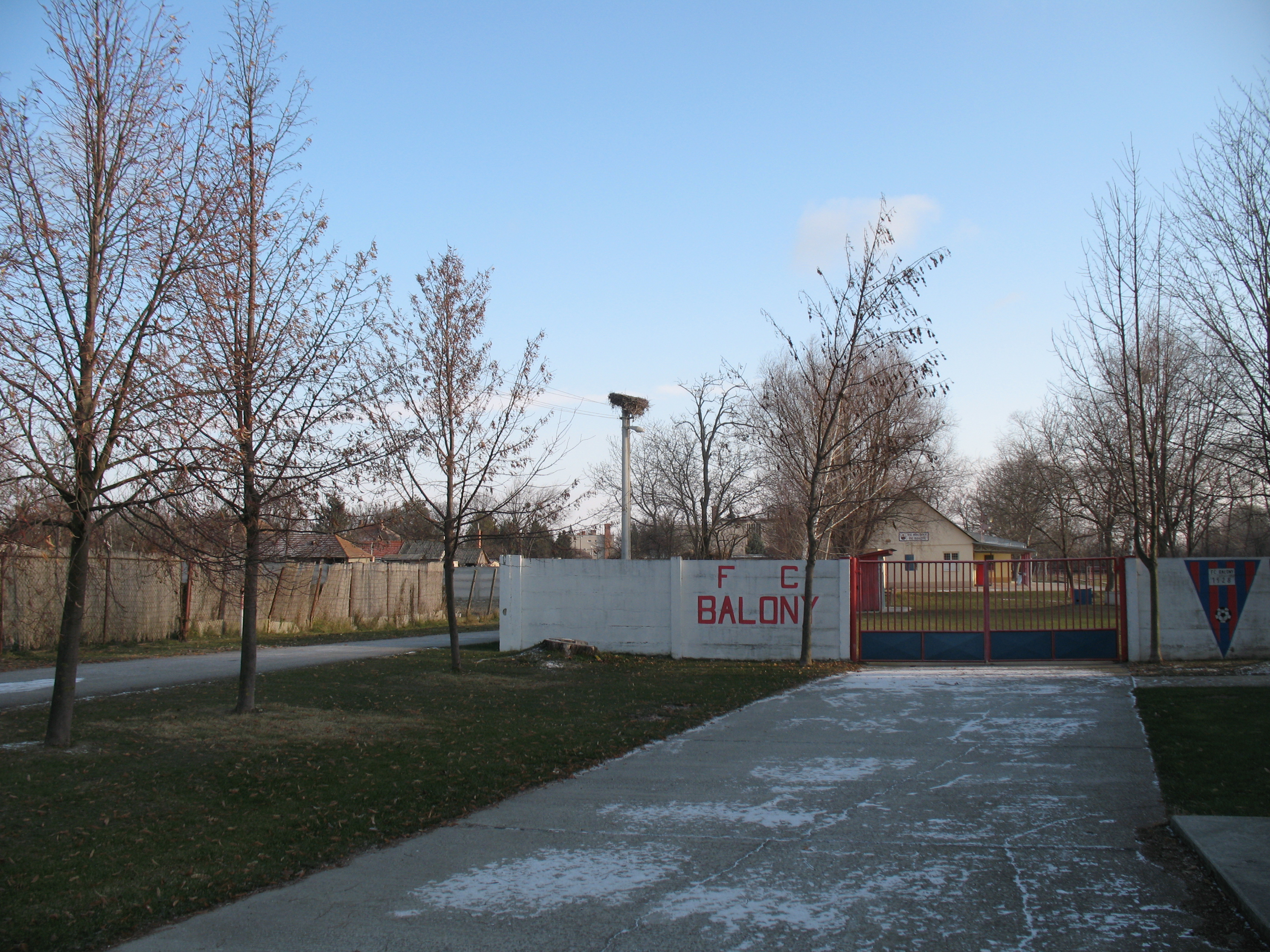
Gólyafészek a focipályánál
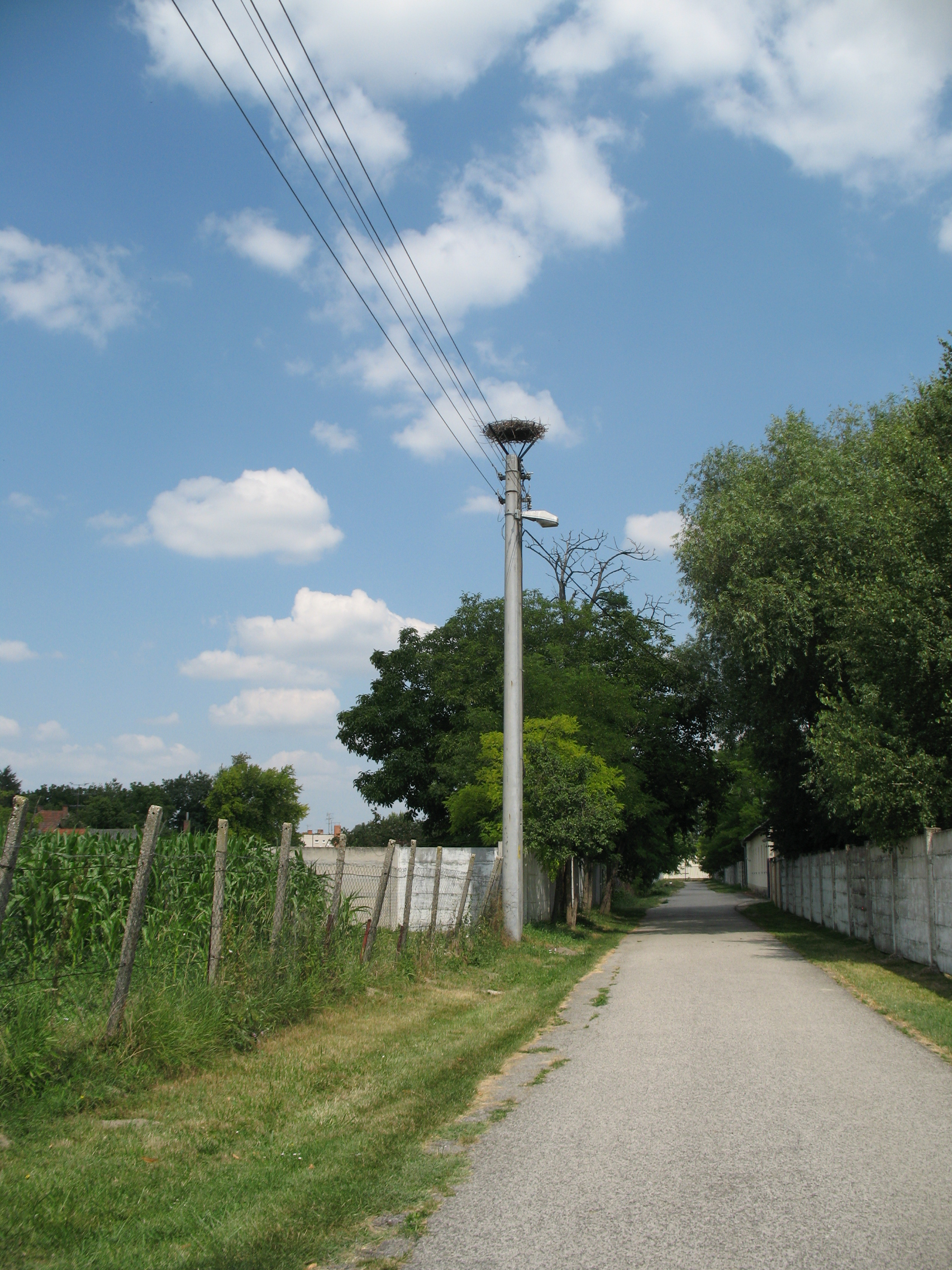

A faluban 3 gólyafészket tartottak számon, ma csupán egy létezik. Utoljára 2011-ből van adat költésre. A fészket 2013-ban alátétre rakták.

## Története
1252-ben említik először Bolon alakban, később Bolun néven is szerepel. A 13. századtól a győri káptalan birtoka. A faluban laktak a káptalan templomának harangozói, akiknek kötelességük volt bejárni Győrbe harangozni. IV. László egy 1284-ben kelt adománylevelében a község határában 40 hold földet juttatott a győri püspök cséplőinek és harangozóinak. 1338-ban határjárást tartottak. 1453-ban Hunyadi János megerősítette a balonyiak azon kiváltságait, miszerint dézsmát és más adót nem tartoznak fizetni.
A balonyiak egészen a 18. századig jártak harangozni Győrbe, e kötelezettségüktől csak 1766-ban váltatták meg magukat, hosszas pereskedés után. 1788-ban a medvei plébániát ide telepítették át.
A 19. századig Balony vidéke mocsaras terület volt, lakosai halászatból és vadászatból éltek. A lakosság sokat szenvedett az árvizektől, ezért házaikat mesterséges dombokra építették (a templom, a községháza és a temető is ilyen dombon található).
Vályi András szerint "BALLON. v. Ballony. Magyar falu Győr Vármegyében, birtokos Ura a’ Győry Káptalanbéli Uraság, lakosai katolikusok, fekszik folyó vize mellett Győrtöl két mértföldnyire. Földgye nem igen termékeny, szénája, legelője elég, és nádgya is, harmadik Osztálybéli."
Fényes Elek szerint "Ballony, magyar falu, Győr vármegyében, a Csilizközben, 494 kath. lak., paroch. szentegyházzal. Sok szénája terem, mellyet Pozsonyban szokott eladni. F. u. a győri káptalan őrkanonokja. Ut. p. Győr."
Az 1848-49-es szabadságharc alatt a község területén kisebb összecsapások voltak, melynek halottait a Szap felé eső Tölösi-dombon temették el. 1870-ben Balony körjegyzőségi székhellyé vált.
A trianoni békeszerződésig Győr vármegye Tószigetcsilizközi járásához tartozott. 1938 és 1944 között – az I. bécsi döntés következtében – ismét magyar fennhatóság alá került.
A balonyiak már az 1960-as években is ingáztak, akkoriban messze földön híres kéményseprők kerültek ki a faluból. 2004-ben 11 lakásos bérházat adtak át a faluban, mellette 11 800 m²-es (nyolc áras) telket közművesítettek a fiatal családok számára.

## Népessége
| Év:            | 1994. | 2004.   | 2014.   | 2024.   |
| -------------- | ----- | ------- | ------- | ------- |
| Emberek száma: | 736   | 777     | 745     | 722     |
| Eltérés:       |       | +5,57 % | -4,11 % | -3,08 % |

| Év:            | 2023. | 2024.   |
| -------------- | ----- | ------- |
| Emberek száma: | 737   | 722     |
| Eltérés:       |       | -2,03 % |

1910-ben 720, túlnyomórészt magyar lakosa volt.
1921-ben 681 lakosa volt, ebből 673 magyar nemzetiségű.
2001-ben 731 lakosából 691 magyar (94%) és 39 szlovák nemzetiségű (5,3%) volt. Ugyanekkor 661 római katolikus és 41 református lakosa volt a községnek.
2011-ben 756 lakosából 690 magyar és 44 szlovák volt.
2021-ben 720 lakosából 632 (+13) magyar, 67 (+5) szlovák, 1 cigány, (+1) ruszin, 1 egyéb és 19 ismeretlen nemzetiségű volt.

## Önkormányzat
A község élén a polgármester áll (1990 óta Matus Frigyes). Azóta véget ért a mandátuma, új polgármester lett választva.
1996. május 9-én szentelték fel a község zászlaját és címerét. A község címerében evező, csáklya és nyílvessző látható, melyek az egykor virágzó halászatra utalnak. A zászló háromágú fecskefarokban végződik és 9 azonos méretű sávból áll, melyeknek színei: zöld-fehér-zöld-sárga-fehér-zöld-sárga-zöld.

## Oktatás, kultúra

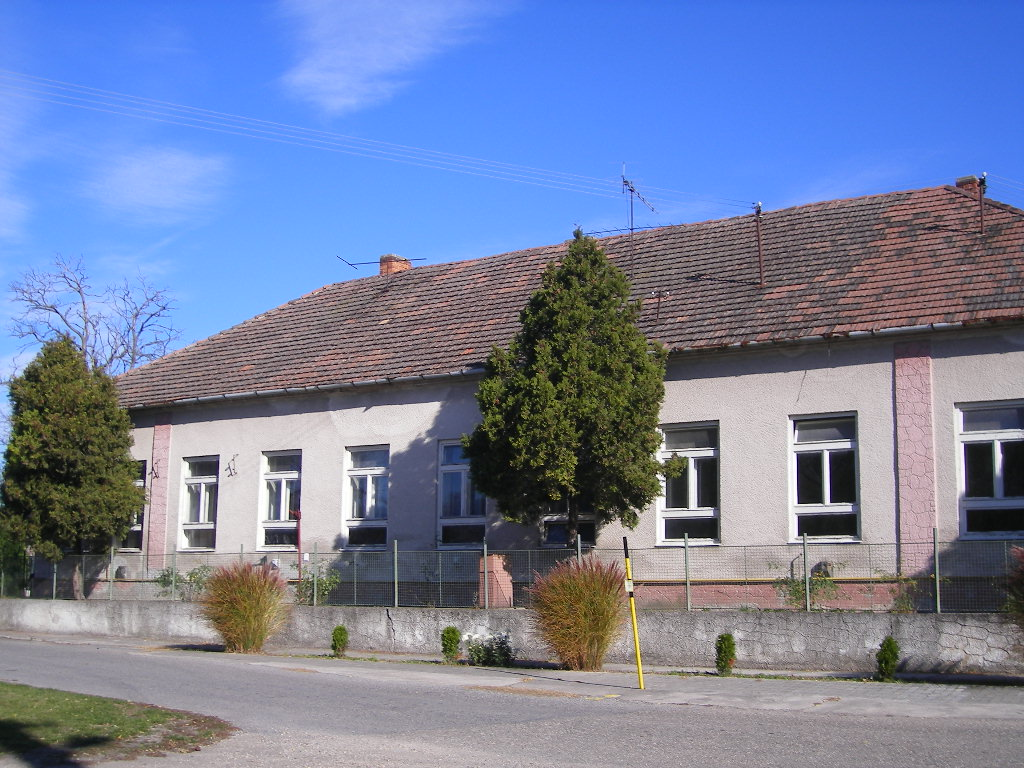
A volt iskola épülete

A faluban már 1830-ban működött iskola, melyet az 1970-es évek körzetesítésekor megszüntettek. Ma a falu gyermekei (2008-ban mintegy hatvanan) főként a szomszédos Csilizradványra járnak iskolába.
A balonyi magyar tannyelvű óvoda 1950-ben alakult meg, mai épületébe 1976-ban költözött. 2008-ban 25 gyermek látogatta.
A községben művelődési ház (1993-1997. között épült) és könyvtár működik. A faluház nagyterme 350 ember befogadására alkalmas és évente egy-egy színházi előadást is tartanak itt.

## Gazdaság
Balony és Csilizradvány közös mezőgazdasági szövetkezete (Csilizköz Rt.) ma is működik, Balonyon található a baromfitelepe. Sokan a közeli Győr üzemeiben találnak munkát a faluból.

## Nevezetességei

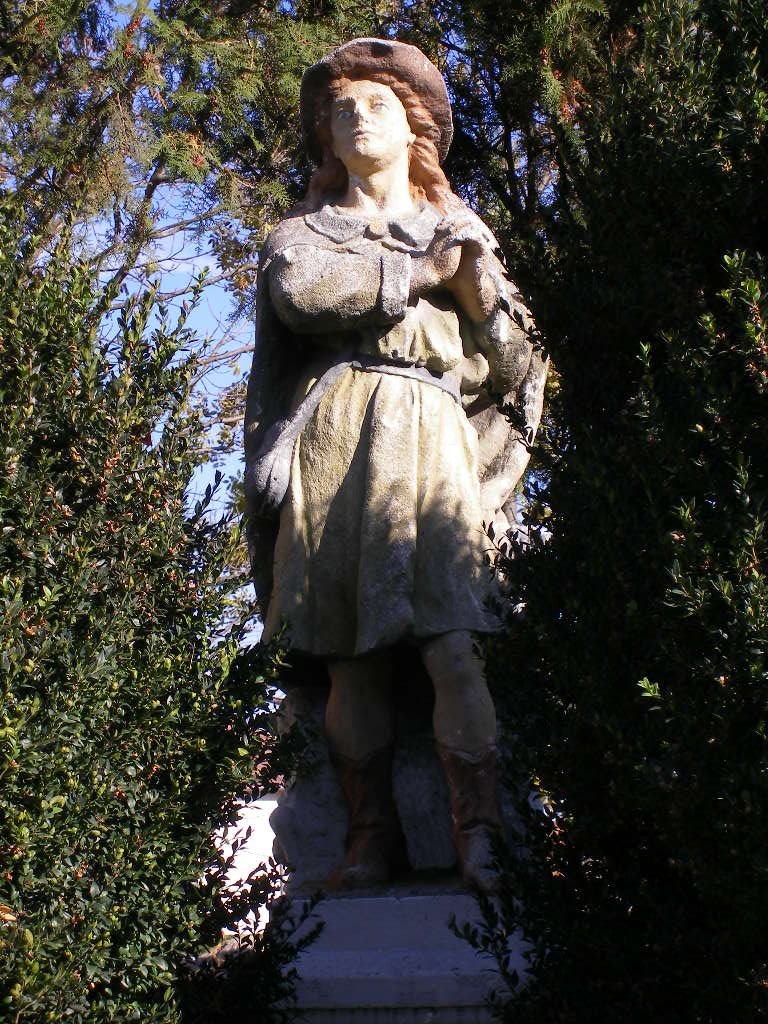
Szent Vendel szobra

- A Sarlós Boldogasszonynak szentelt római katolikus templomát 1835-ben építették egy nádfedeles kápolna helyén, melyet 1788-ban szenteltek fel. Az 1990-es évek elején felújították. Poligonálisan záródó presbitériumát csehsüvegboltozat, hajóterét poroszsüveg-boltozat fedi. Bejárata felett vörösmárvány emléktáblát helyeztek el építésekor. Berendezése nagyrészt 19. századi, legrégebbi darabja egy 18. századi Madonna-szobor.
- A templomkertben Kálváriát alakítottak ki.
- A templomkertben számos szakrális műemlék található:
  - A keresztrefeszített Jézus obeliszkje – Mátéfi Katalin emeltette 1838-ban;
  - Szűz Mária szobra – Csicsay Péter emeltette 1886-ban;
  - Páduai Szent Antal szobra;
  - Szent Vendel szobra – Kováts Vendel emeltette 1916-ban, a lublini ütközet emlékére.
- A temetőben álló keresztet 1932-ben emelték. Ugyanitt kápolna is található.
- A faluban két útmenti feszület is található, az újabbat 2007-ben állították.
- A második világháború áldozatainak emlékművét 1957-ben emelték.
- A tűzoltószertár homlokzatán Szent Flórián szobra látható.
- Az egykori Hangya szövetkezet épületében ma vendéglő működik.
- A községi hivatal az egykori körjegyzőségi hivatal épületében kapott helyet.

## Neves személyek
- Rényi Zoltán (1908-1986) – 1953-1978. között a Csilizköz orvosa és a község egyik meghatározó személyisége volt. Születésének 100. évfordulóján emléktáblát avattak fel a községháza falán.[16]
- Itt szolgált Bíró Lucián Géza (1898-1990) pápai és komáromi bencés gimnáziumi tanár, cserkészvezető, tankönyvíró, szerkesztő, katolikus egyházi író.
- Itt született 1897-ben Dobrovich Ágoston Ferenc bencés tanár, igazgató.

## Képtár

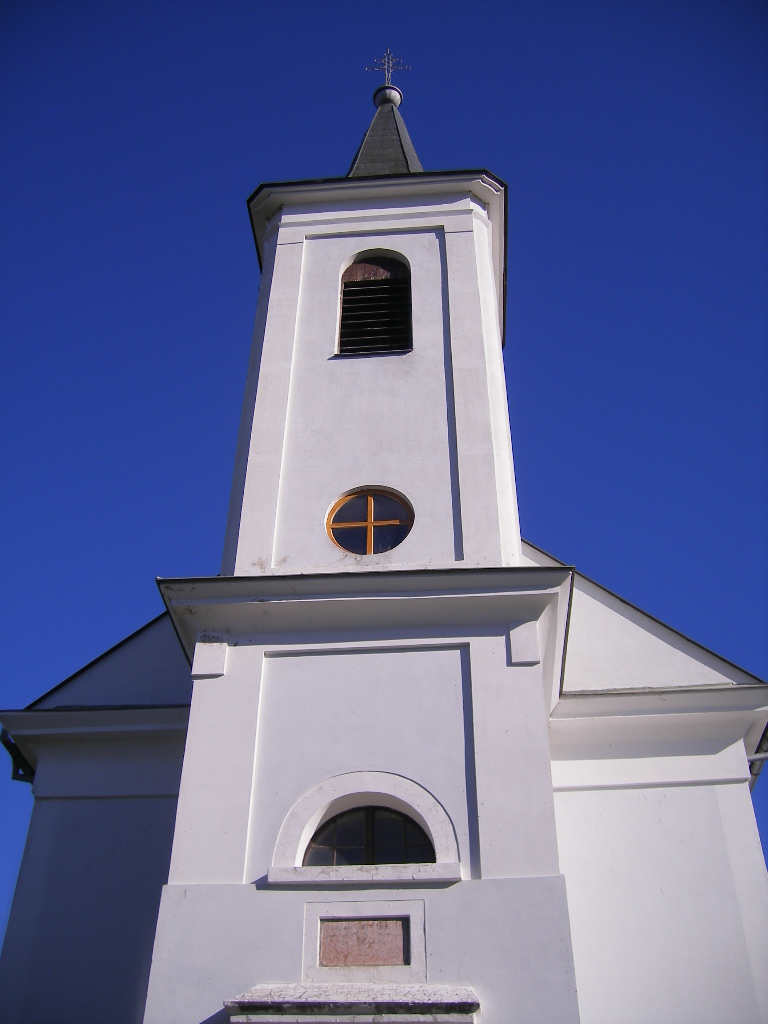
Katolikus templom
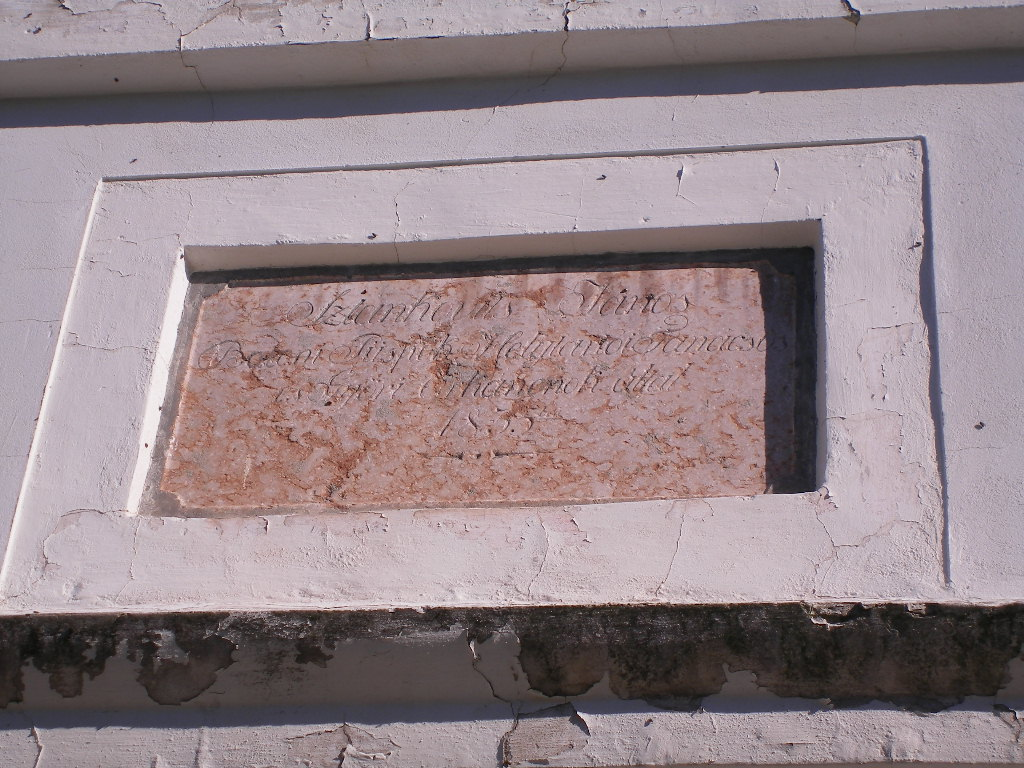
Emléktábla a templom homlokzatán
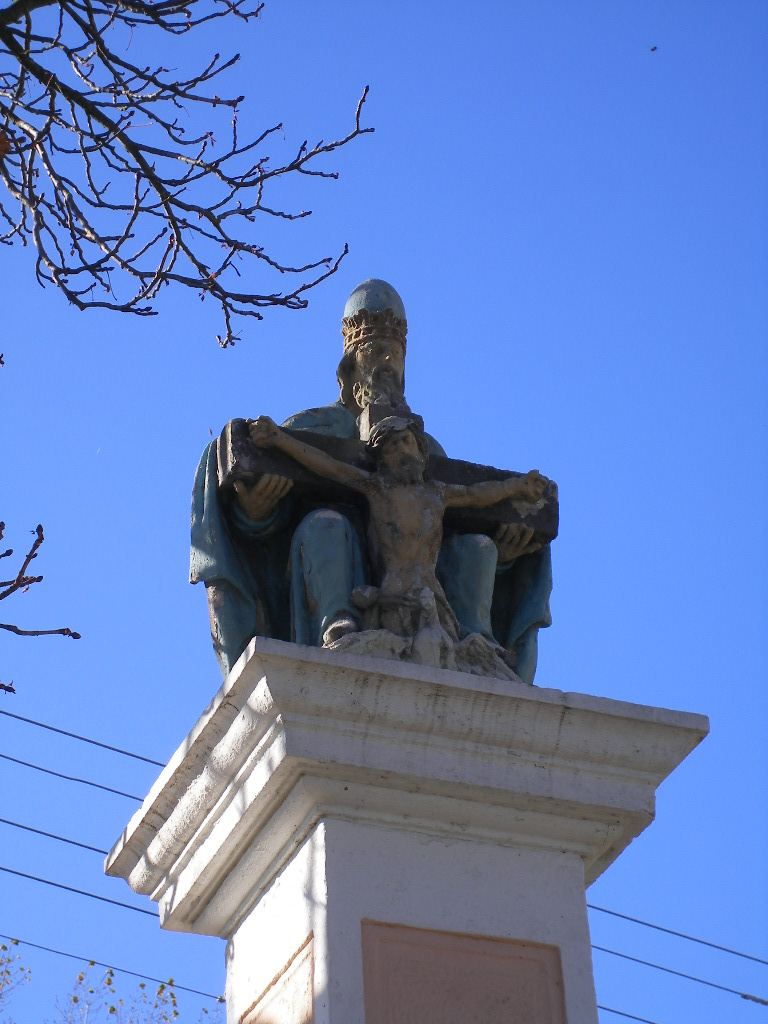
A keresztrefeszített Krisztus szobra
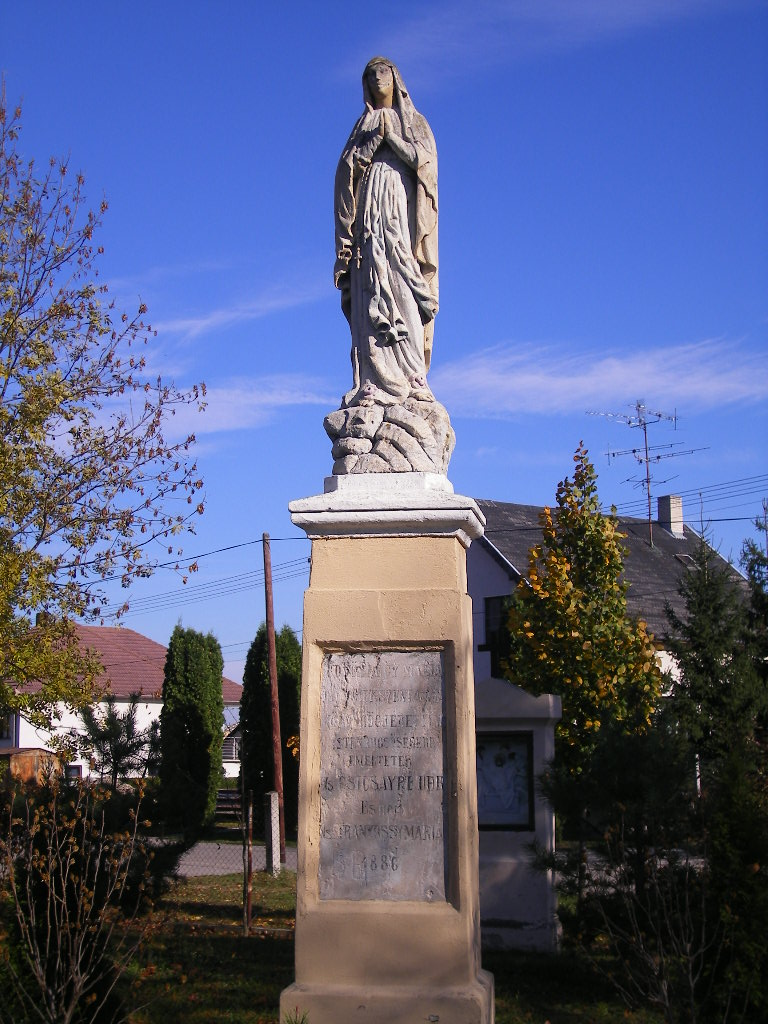
Szűz Mária szobra
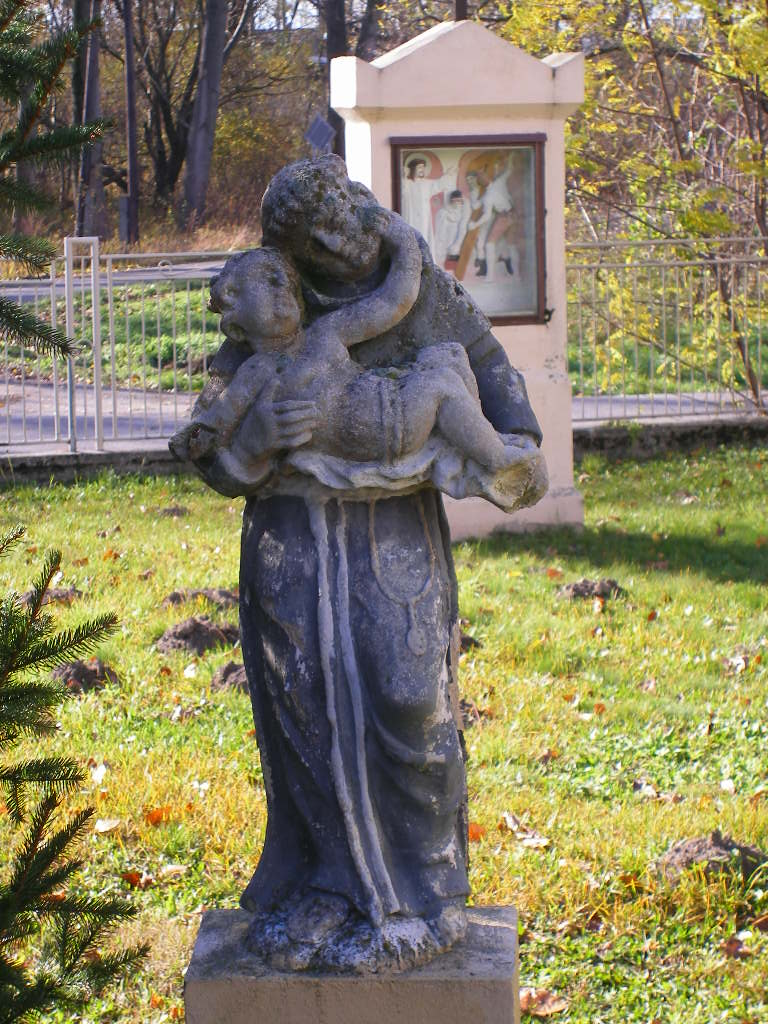
Páduai Szent Antal szobra
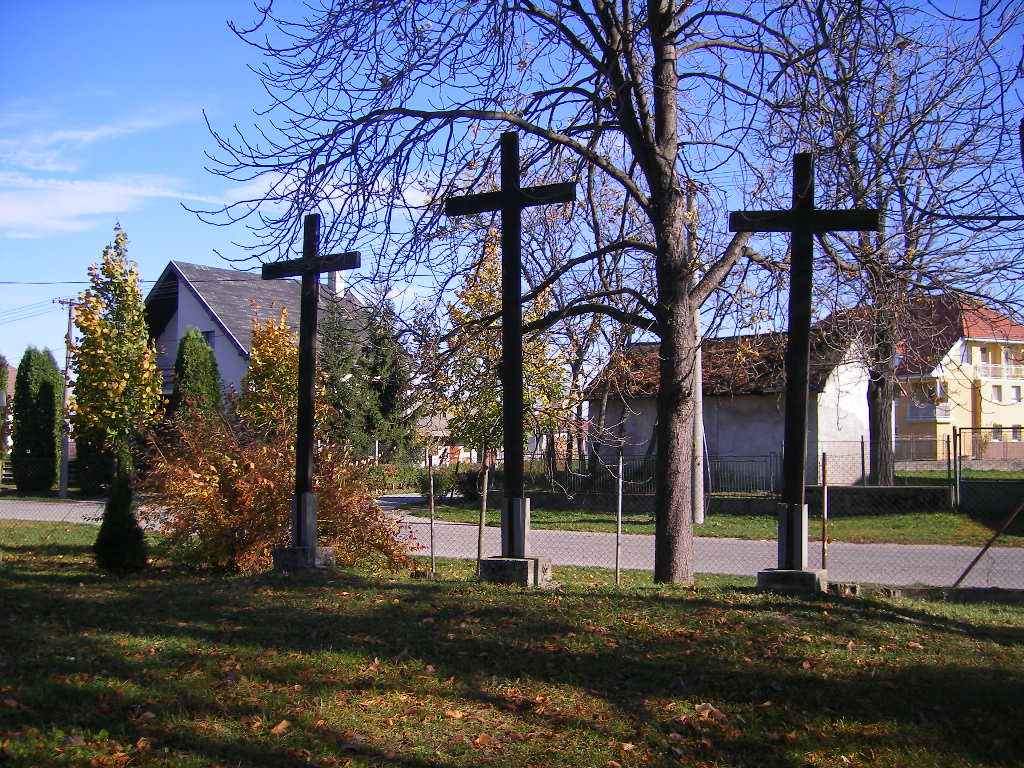
Kálvária
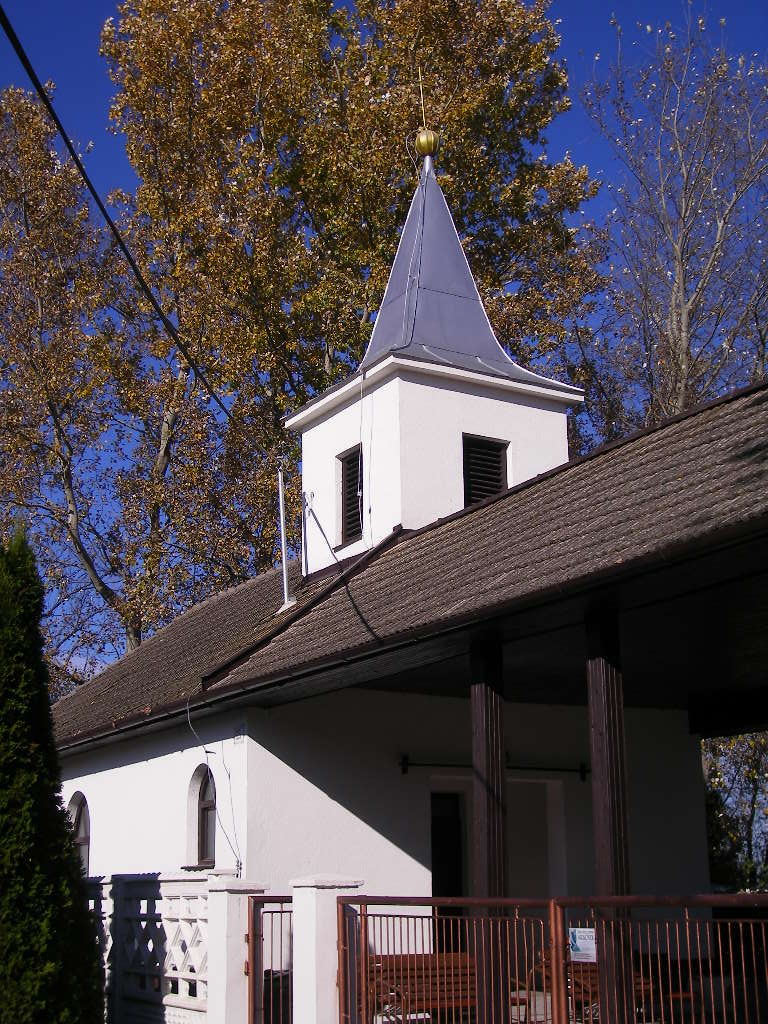
Temetői kápolna
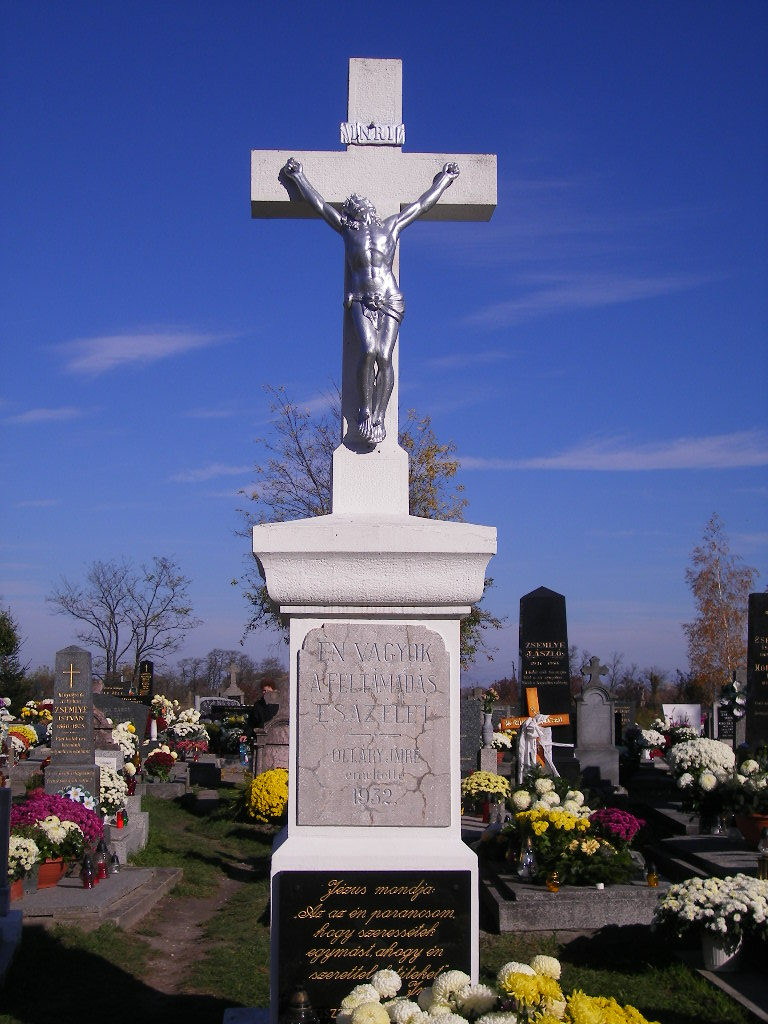
Temetői kereszt
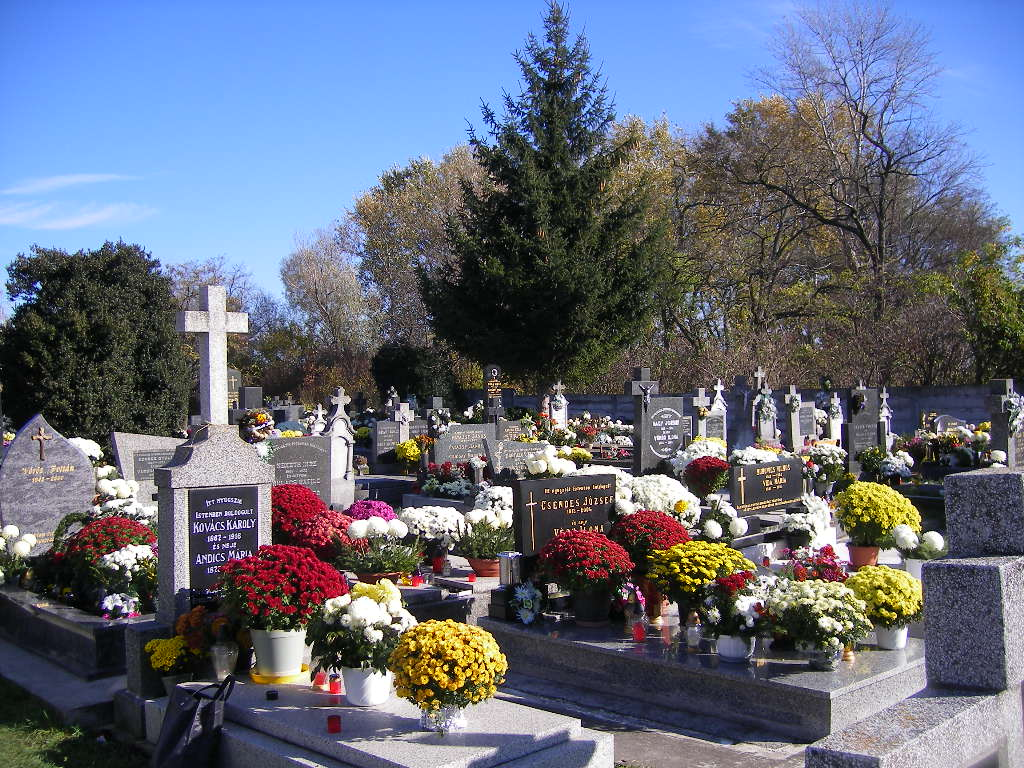
A balonyi temető
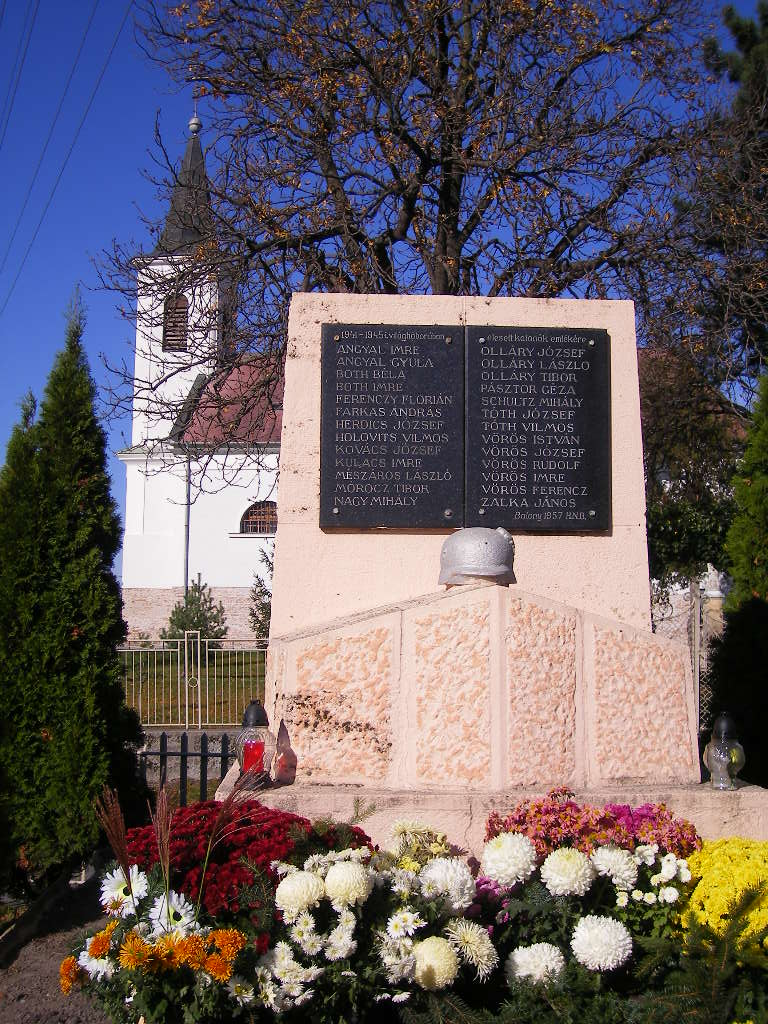
Világháborús emlékmű
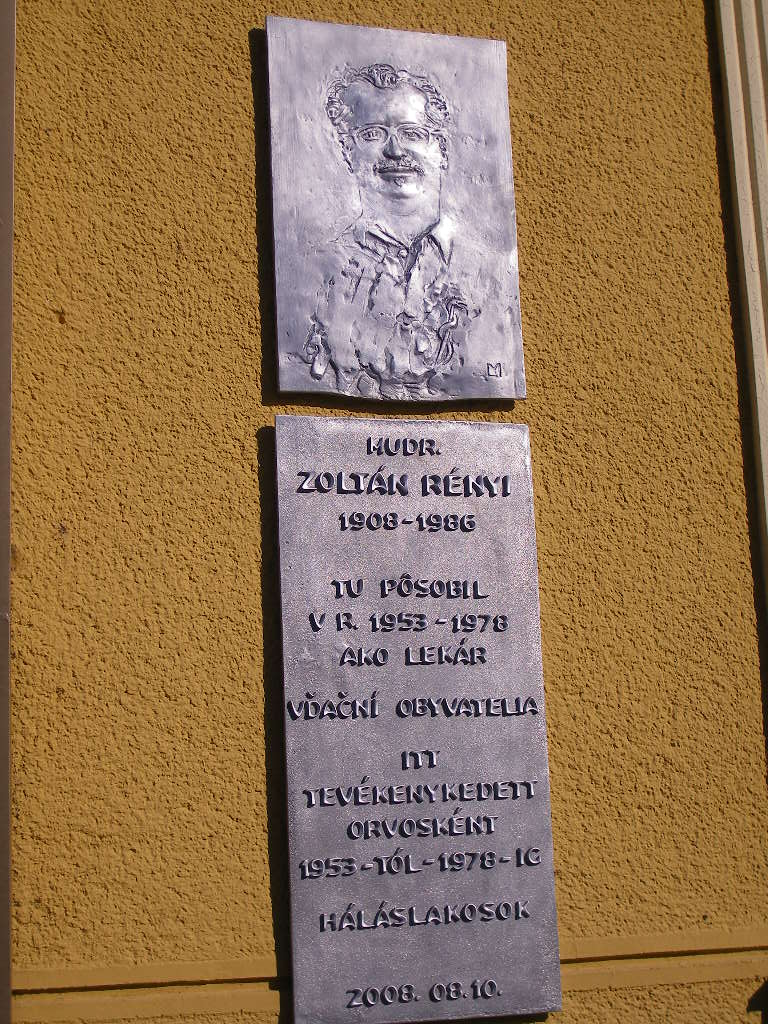
Rényi Zoltán emléktáblája
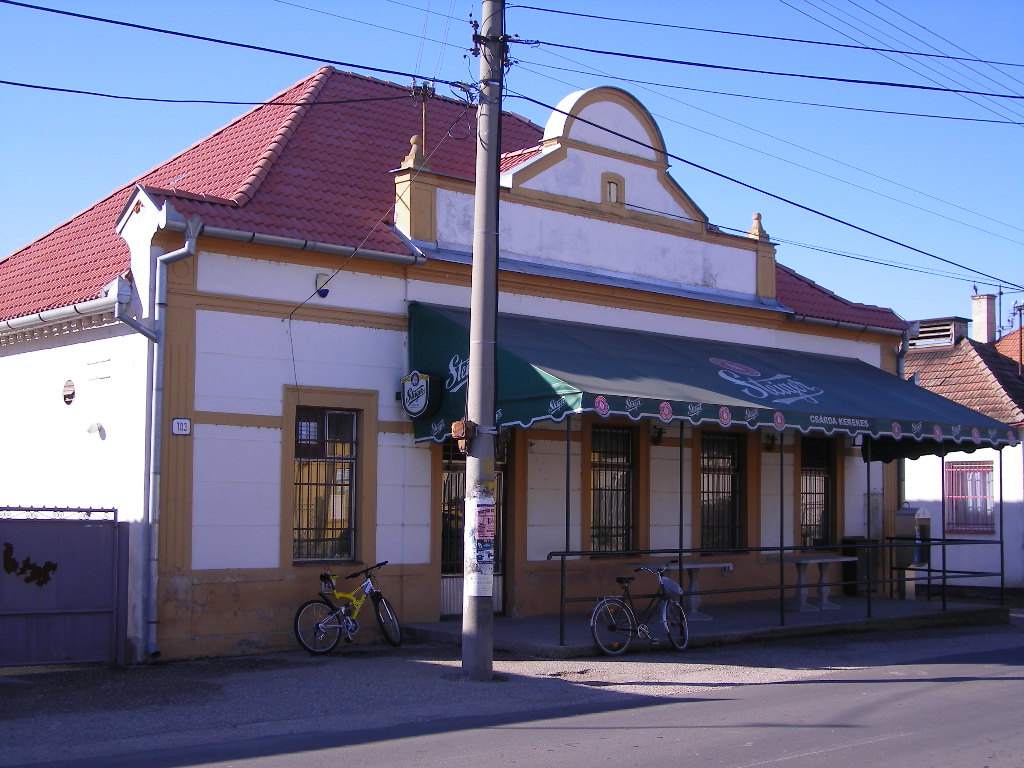
Kerekes csárda
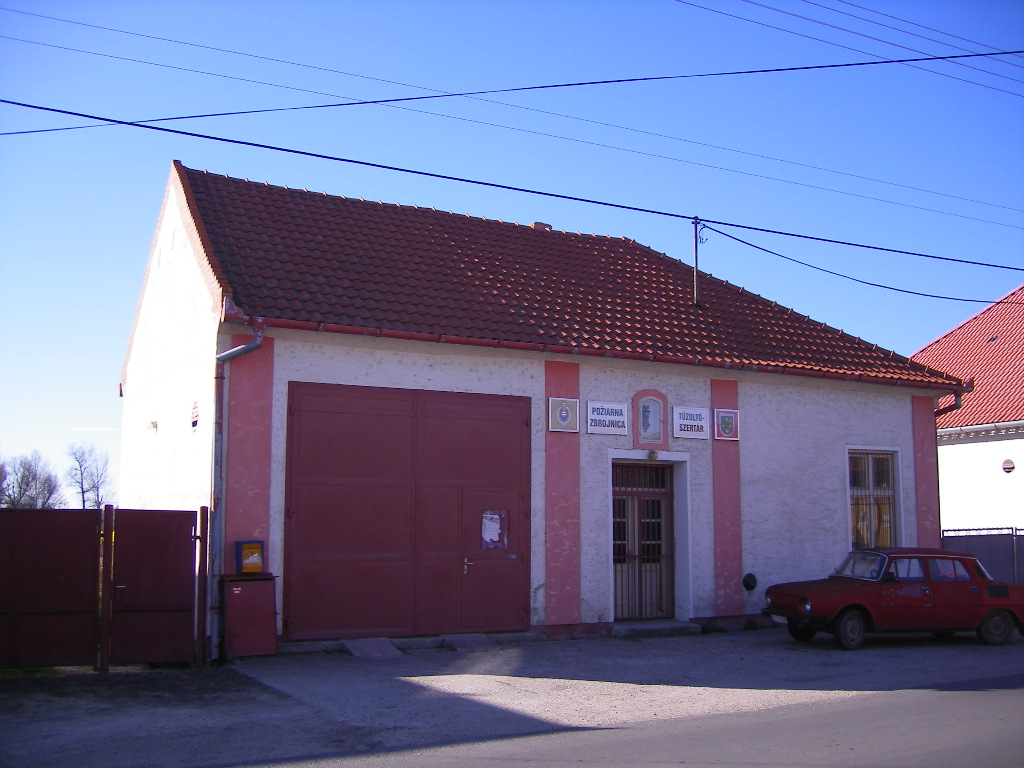
Tűzoltószertár
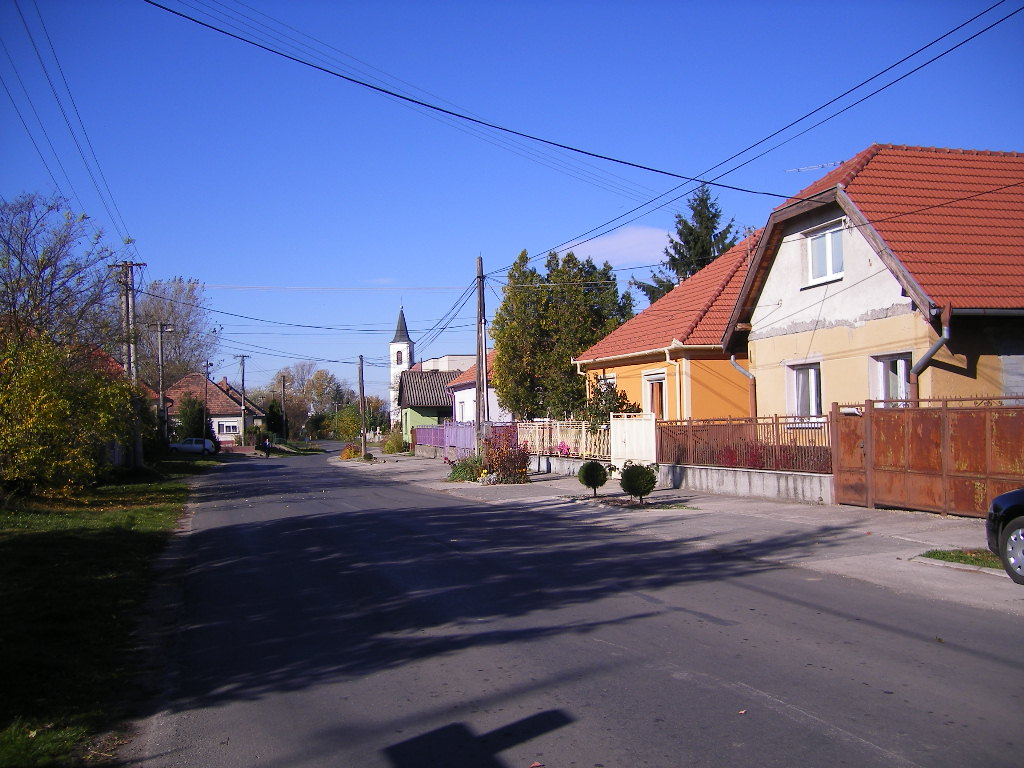
Balonyi utcakép
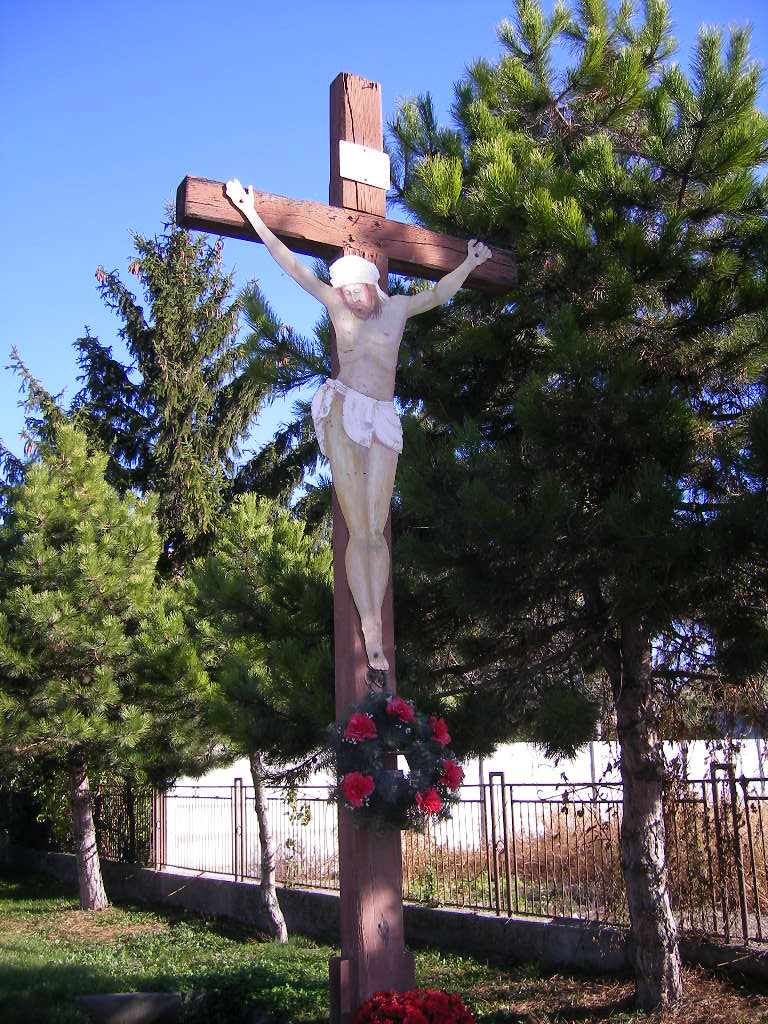
Útmenti kereszt
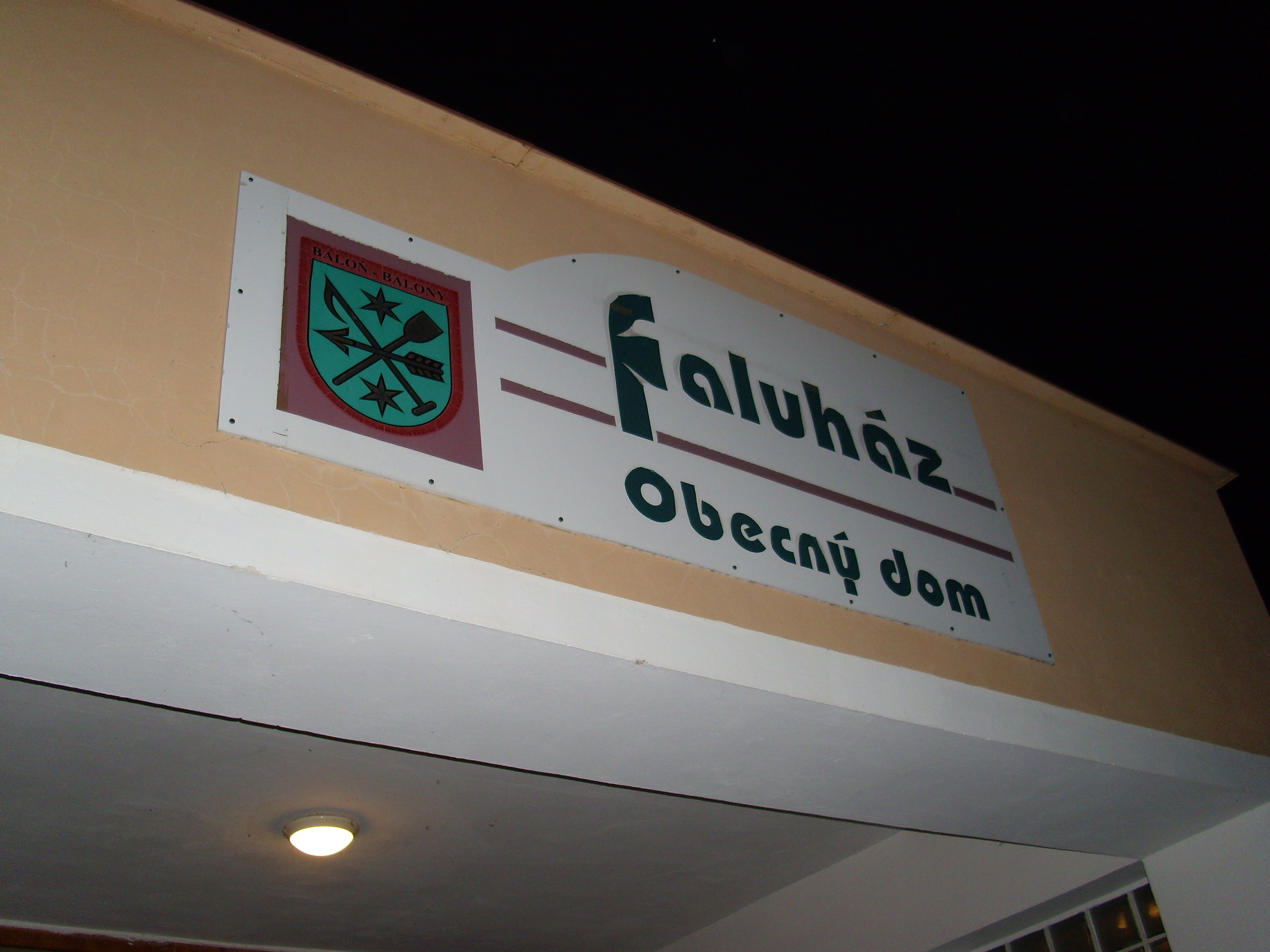
Balonyi faluház
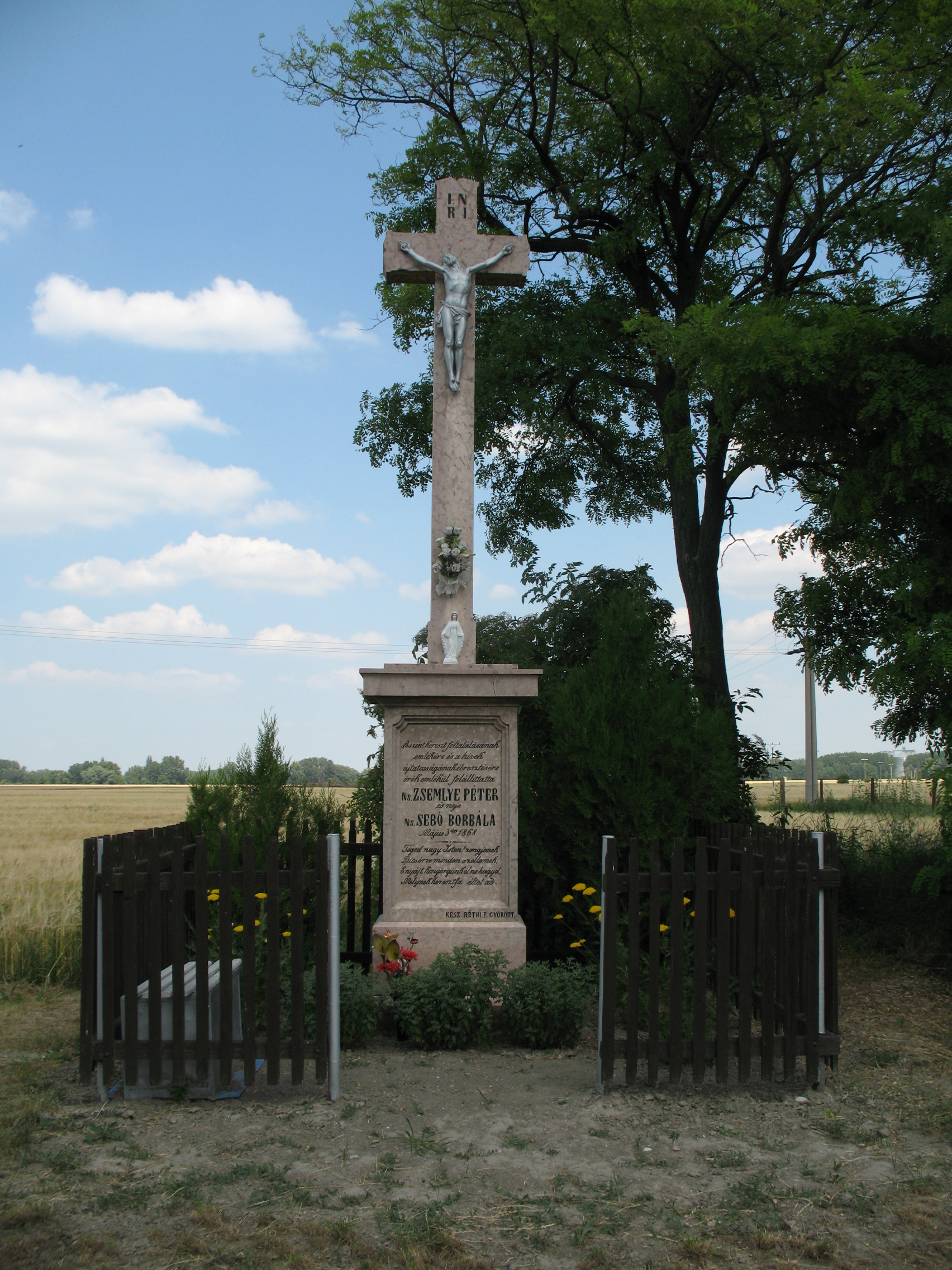
A Zsemlye-kereszt
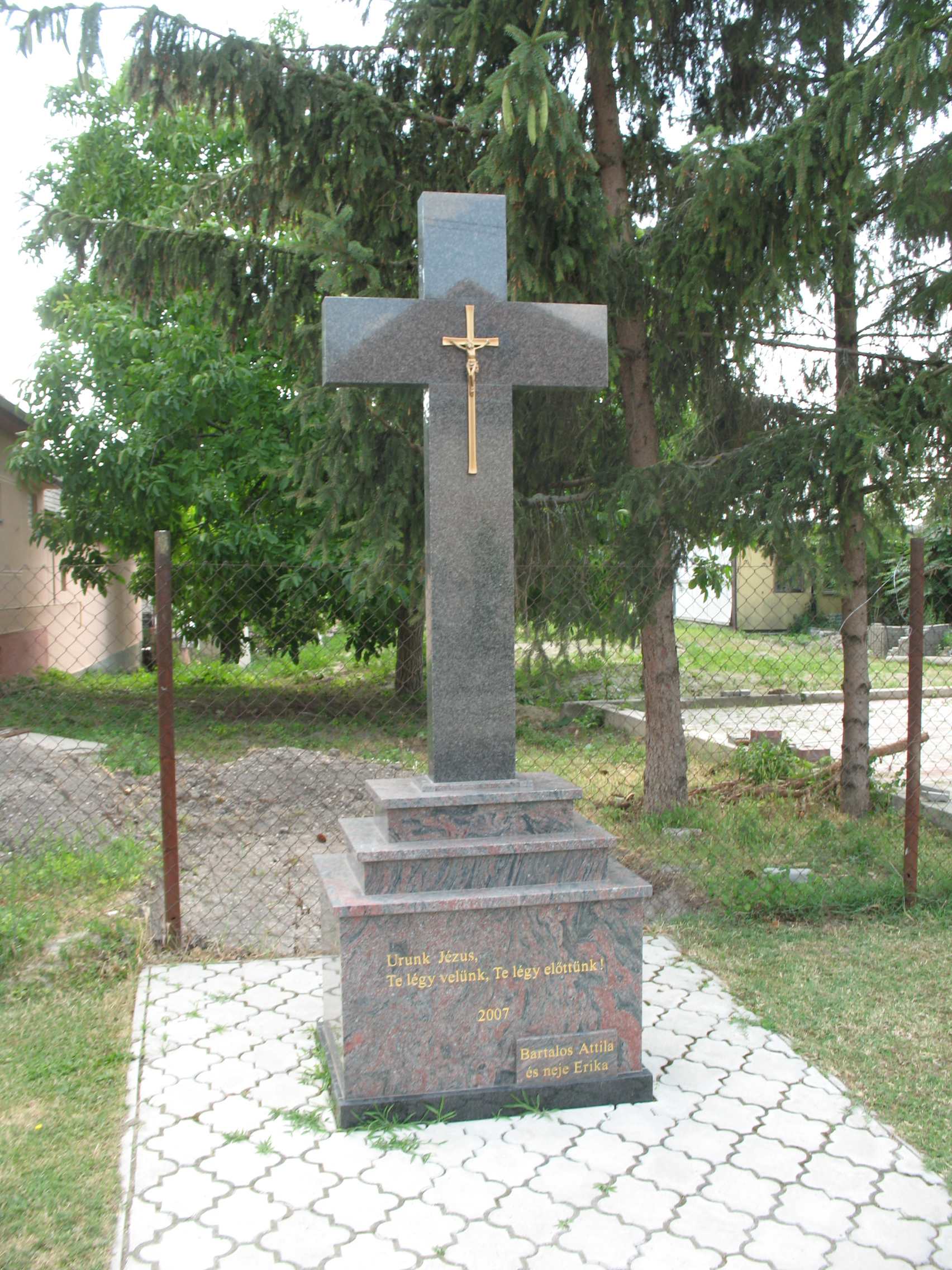